# Cuchillero (ocupación)

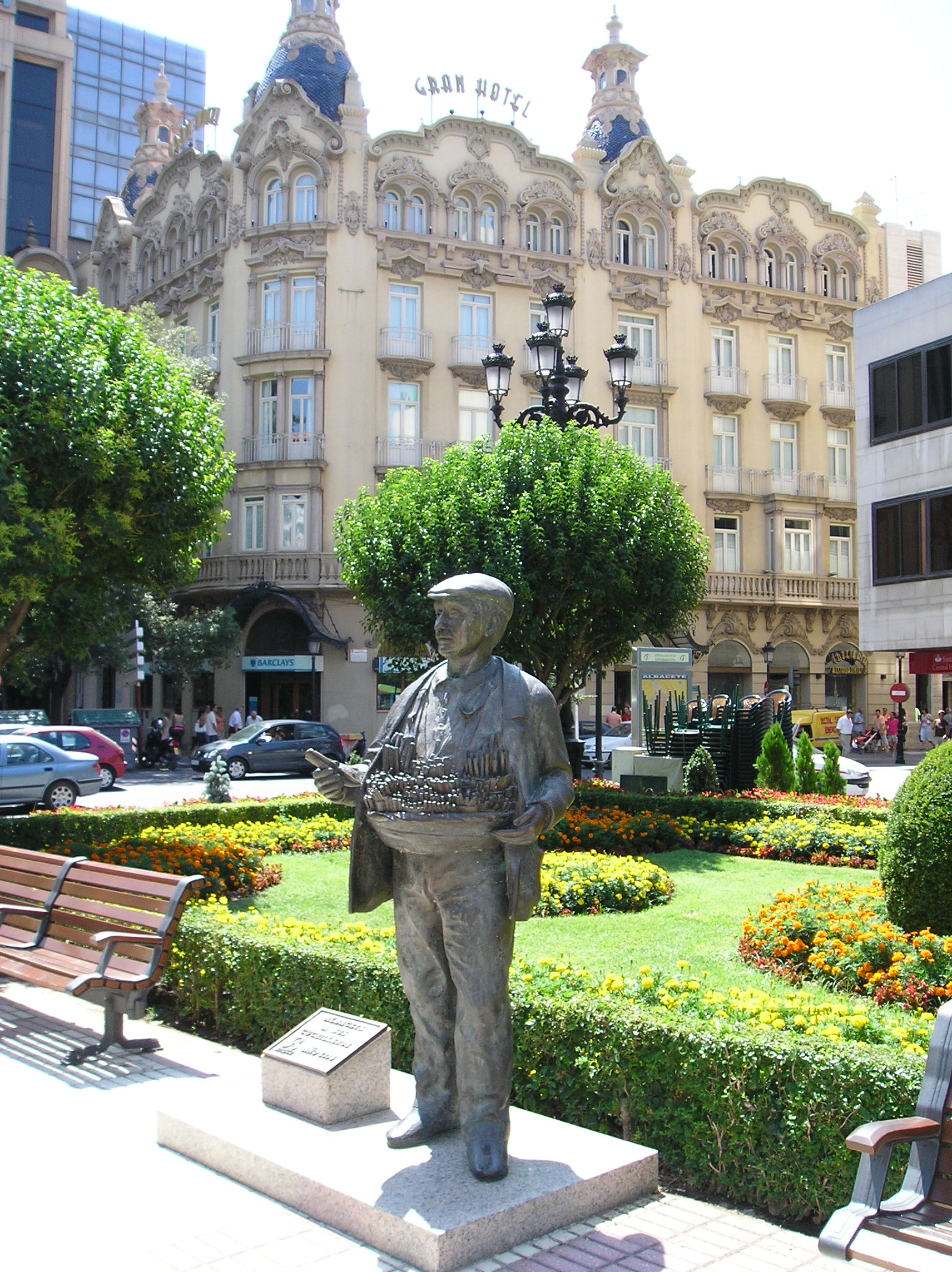
Monumento al Cuchillero, en Albacete, España

Se llama cuchillero a la persona que fabrica cuchillos y otros instrumentos cortantes.

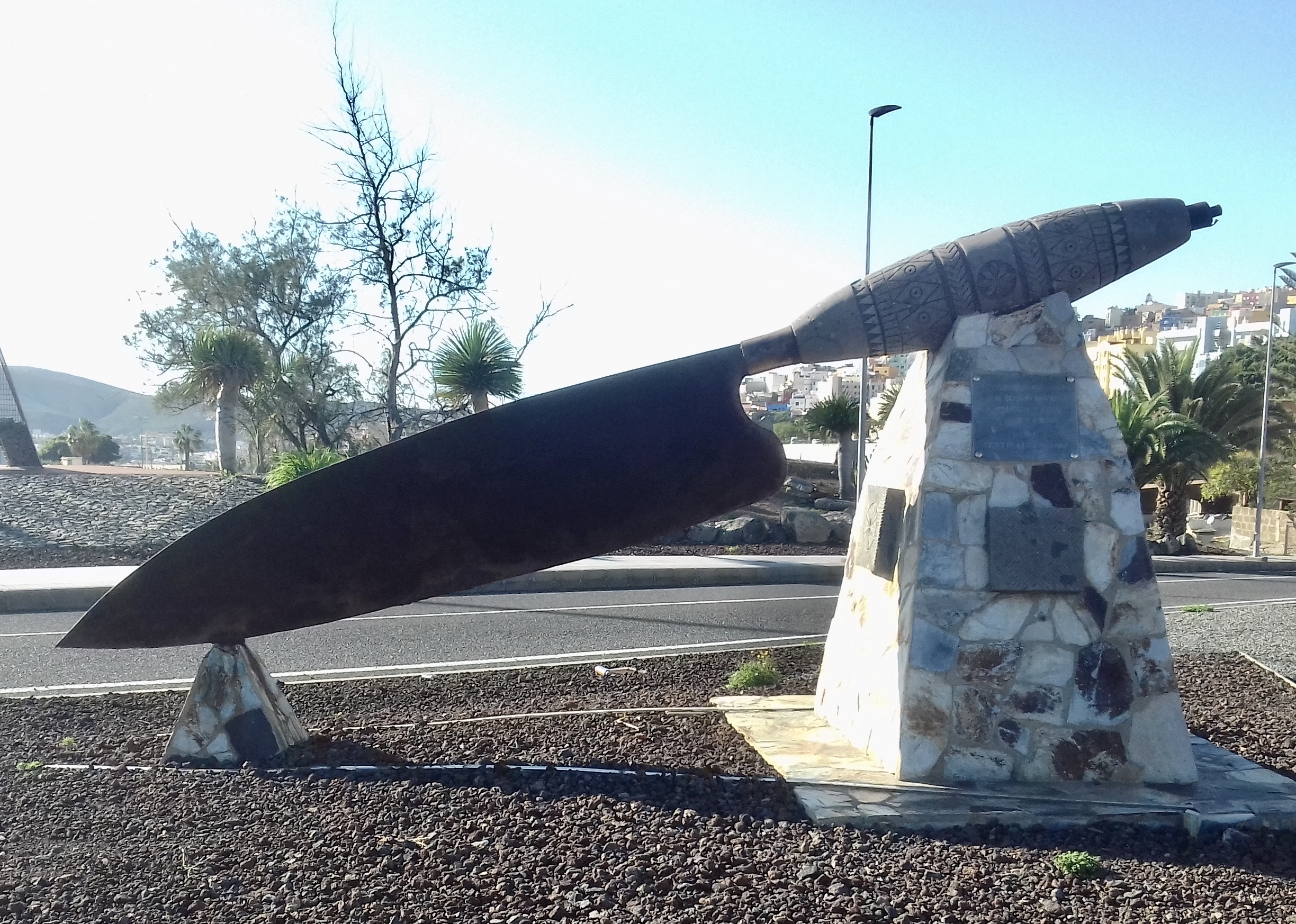
Monumento a cuchilleros y herreros en forma de cuchillo canario (2004), Guía de Gran Canaria.

## Fabricación
Antes de pasar a ser en su mayoría un proceso industrializado, la fabricación de cuchillos seguía las siguientes fases. 
El obrero prepara unas y otras a la fragua, tomando más o menos precauciones en este trabajo según el grado de la materia y de las láminas que desea formar: los perfecciona a la lima y después los templa para darles la dureza conveniente. Como es difícil darle precisamente el punto que exige cada instrumento, según la calidad y el grosor del metal, se prefiere el dárselo subido, siempre que por una operación subsiguiente se conduzca el acero a un estado en que sea menos duro y menos quebradizo; y esta operación es la que se llama recocer o repetir. Consiste simplemente en hacer calentar el metal hasta cierto grado de calor que fácilmente se conoce en el color que toma y en retirarle al punto de la fragua para dejarle enfriar lentamente.
Hecho esto, se pasa por la muela y la pulidora para darle el filo. Para pulimentar sus obras hace uso el cuchillero de diversas sustancias que se designan con el nombre de pateas y deben estar en polvo impalpable para producir un pulimento fino: he aquí las que son más usadas.
- La molada, que se encuentra en el fondo de la caja en que gira la muela: sirve comúnmente para destruir los trazos gruesos sobre las materias de que se forman los mangos o las armaduras de los cuchillos, como el cuerno, los huesos, el marfil, el nácar, la concha y las maderas duras.

- El carbón de madera blanca, para los cuernos y los metales.

- El blanco de España, para dar la última mano a toda suerte de obras de cuchillería.

- El tripoli, para toda especie de materias.

- La piedra pómez, que sirve para suavizar.

- El esmeril, que sirve principalmente para suavizar y pulimentar los metales según su finura.

- La potea de estaño, que igualmente sirve para pulimentar los metales.

- El rojo de Inglaterra, que conviene particularmente al hierro y al acero.

- La potea de acero, solo o mezclada con la de estaño, resulta excelente para bruñir el acero templado.

También se pulimenta con piedras de diversas procedencias, con la piedra sanguínea y por último, con diferentes especies de bruñidores que son unos instrumentos de acero.
Para hacer los mangos, el cuchillero escoge:
- los cuernos de buey, de carnero, de morueco, de macho cabrío, de alce y de ciervo
- maderas indígenas, tales como el olivo, el boj, el ciruelo, el cerezo; la madera de las Indias, corno el ébano, el palo de rosa, el palo-violeta y el palisandro
- diferentes materias animales como son la ballena, los huesos, la concha, el marfil, el nácar
- los metales preciosos, ya solos, ya formando aleaciones.

## Otros instrumentos

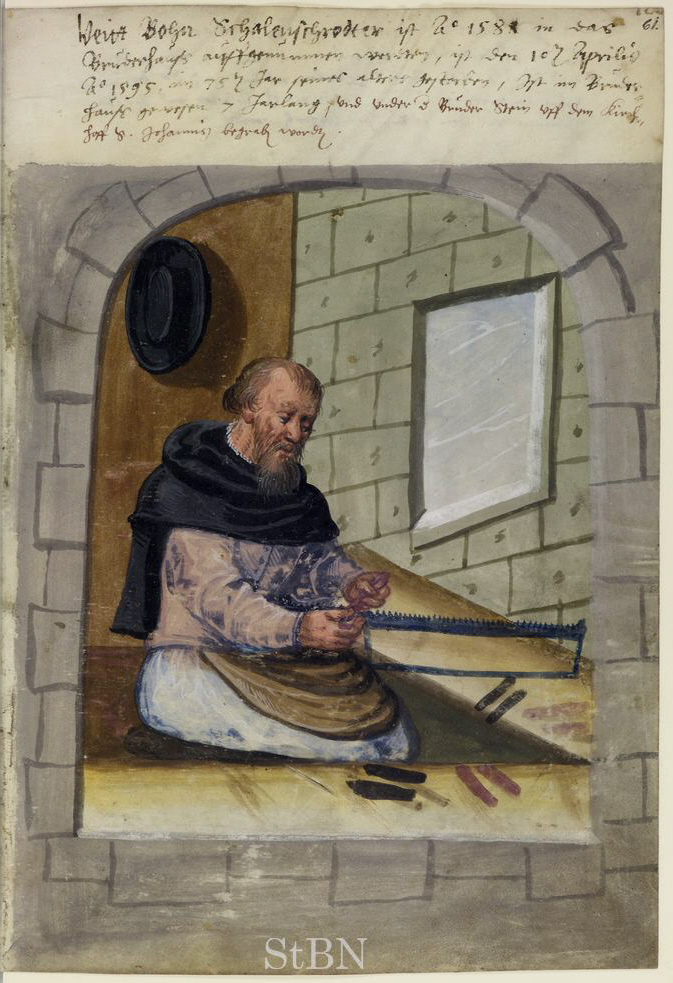
Cuchillero, siglo

Además de las diversas especies y variedades de cuchillos, el cuchillero fabrica cortaplumas sencillos y mecánicos, instrumentos de cirugía, punzones, chairas para afilar los cuchillos, tirabuzones, y particularmente las tijeras. 
Las láminas de cortaplumas se forjan por un solo obrero, que se sirve de un martillo que solo pesa un kilo y medio, y únicamente tiene su maza dos centímetros y medio de ancho. Se toma una varilla de acero, on la extremidad de la cual se forja en una primera calda, la lámina y la seda que comprime el resorte y por medio de un cortante se separa la hoja. Se coge esta entonces con unas tenazas, y en una segunda calda se perfecciona la seda y se horada, por último, se pone nuevamente al fuego para dar otra mano a la hoja y practicar por medio de un punzón la muesca que sirve para abrirla. Se templa en seguida hasta el rojo en el agua fría y se recuece hasta el rojo púrpura.
El forjado de las láminas de navaja de barbero exige dos obreros. Se hace uso de acero fundido estirado en barras de 13 milímetros de ancho y de un espesor igual al que debe tener en concazo o dorso del instrumento. La bigornia que se emplea está ligeramente redondeada en sus bordes lo que permite al obrero dar a la hoja, en el sentido de su longitud una ligera concavidad que facilita y abrevia notablemente el trabajo del amolador. Se templa hasta el rojo y después se recuece tan solo hasta el amarillo de paja.
Las tijeras, cualquiera que sea su magnitud son forjadas por un solo obrero. Eu su bigornia que tiene 28 centímetros de longitud sobre 10 de anchura, se pueden fijar diversas matrices que sirven para dar la última forma a ciertas partes de las ramas de las tijeras. Los anillos en que terminan se hacen con picos de caña de forma apropiada. Se recuecen las ramas forjadas, se liman, se practican los agujeros que sirven para dar paso a los ejes que reúnen sus rautas, se templa la parte anterior y se hace pasar al azul o rojo de púrpura. Las tijeras grandes son generalmente de hierro en su totalidad, excepto los cortes que se hacen de acero.